# Music Industry 3. Fitness Industry 1.
Music Industry 3. Fitness Industry 1. – dwunasty minialbum zespołu Mogwai, zawierający trzy utwory zrealizowane podczas sesji nagraniowej albumu Rave Tapes oraz trzy utwory z tego albumu, zremiksowane przez różnych artystów. Wydany 1 grudnia 2014 roku w Wielkiej Brytanii, Europie i Stanach Zjednoczonych.

## Historia minialbumu
Na początku października 2014 roku Mogwai udostępnił pierwszy utwór z nadchodzącej, nowej EP-ki – „Teenage Exorcists”. Wydanie Music Industry 3. Fitness Industry 1., zapowiedziano na 1 grudnia, po wydanym wcześniej albumie Rave Tapes, który trafił do pierwszej dziesiątki brytyjskiej listy przebojów. Trzy utwory na nową EP-kę zostały nagrane podczas sesji do Rave Tapes we własnym studiu, Castle Of Doom w Glasgow. Pozostałe trzy to remiksy Blanck Mass, Pye Corner Audio i Nilsa Frahma.

## Lista utworów
Lista utworów na CD oraz pozostałe informacje według Discogs: 
| 1. | Teenage Exorcists                                                        | 3:32  |
|    |                                                                          |       |
| 2. | History Day                                                              | 5:49  |
|    |                                                                          |       |
| 3. | HMP Shaun William Ryder                                                  | 5:14  |
|    |                                                                          |       |
| 4. | Re-Remurdered (Blanck Mass) Remix – Blanck Mass                          | 5:05  |
|    |                                                                          |       |
| 5. | No Medicine For Regret (Pye Corner Audio Remix) Remix – Pye Corner Audio | 7:14  |
|    |                                                                          |       |
| 6. | The Lord Is Out Of Control (Nils Frahm Remix) Remix – Nils Frahm         | 4:55  |
|    |                                                                          |       |
|    |                                                                          | 31:49 |
|    |                                                                          |       |
Wszystkie utwory skomponował Mogwai.

### Realizacja
- Paul Savage – rejestracja nagrań, produkcja, miksowanie
- Frank Arkwright – mastering

Materiał nagrano i wyprodukowano w Castle Of Doom Studios w Glasgow. Mastering zrealizowano w Abbey Road Studios w Londynie. 

## Odbiór

### Opinie krytyków
| Oceny łączne         | Oceny łączne |
| Publikacja           | Ocena        |
| -------------------- | ------------ |
| Album of the Year    | 71/100       |
| AnyDecentMusic?      | 6.5/10       |
| Metacritic           | 67/100       |
| Recenzje             |              |
| Publikacja           | Ocena        |
| AllMusic             | [ 6 ]        |
| Drowned in Sound     | 6/10         |
| The Line of Best Fit | 7.5/10       |
| Louder Than War      | 8/10         |
| NME                  | [ 10 ]       |
| Pitchfork            | 6.8/10       |
| PopMatters           | 6/10         |
| The Skinny           | [ 13 ]       |
| Sputnikmusic         | 2.5/5        |
| XS Noise             | 8/10         |

Album otrzymał następujące średnie oceny w serwisach agregujących recenzje: 71/100 na podstawie 7 recenzji krytycznych zebranych w Album of the Year, 6.5/10 na podstawie 5 recenzji w AnyDecentMusic? i 67/100na podstawie 6 recenzji w Metacritic.
Zdaniem Heather Phares z AllMusic największą atrakcją EP-ki jest utwór 'Teenage Exorcists' „prawdopodobnie najprostszy utwór Mogwai, pełen szczerych do bólu hooków i chorusów”, nawiązujących do stylu Sonic Youth z lat 90. Z kolei pulsujące klawisze i subtelna perkusja w 'History Day' i 'HMP Shaun William Ryder' to powrót do brzmienia Mogwai z lat 90. Remiksy Rave Tapes są jeszcze bardziej zróżnicowane” – ocenia recenzentka podsumowując, iż EP-ka w efekcie „oferuje niezwykłe spojrzenie na muzykę Mogwai”.
„Nie ma wątpliwości, że Music Industry 3 Fitness Industry 1 zainteresuje tylko tych, którzy są fanami – zwłaszcza remiksów – ale to znak, że zespół jest pewny swojego ostatniego materiału, skoro zdecydował się wydać te nieprzydatne kawałki z Rave Tapes” – uważa Joe Goggins z Drowned in Sound dodając następnie, że „nawet jeśli nie jest to typowy Mogwai, to wciąż jest to Mogwai – remiksy są zbędne, ale niepublikowane utwory są warte spojrzenia”.
„EP-ki tradycyjnie były formatem, na którym Mogwai prezentował swój bardziej refleksyjny materiał, więc to wspaniały szok, że Music Industry 3. Fitness Industry 1. rozpoczyna się najczystszym, najbardziej chwytliwym wokalnie utworem, jakiego zespół kiedykolwiek próbował.” – twierdzi Stuart Berman z magazynu Pitchfork. Recenzent precyzuje, iż ”trzy remiksy z Rave Tapes znajdujące się na drugiej połowie EP-ki stanowią mile widziany, nieprzewidywalnie wynaturzony kontrapunkt dla linearnych utworów usłyszanych na pierwszej” oceniając je w stosunku 3:1.
Zdaniem Johna Garratta z PopMatters „jako wydawnictwo towarzyszące albumowi Rave Tapes, EP-ka Mogwai Music Industry 3 Fitness Industry 1 nie jest odległa od macierzystego albumu. Z trzema niepublikowanymi utworami i trzema remiksami, jest to nie tyle rozszerzenie ostatniego albumu, co raczej sposób na wypełnienie luk pomiędzy starym i nowym brzmieniem szkockiego (głównie) instrumentalnego zespołu” Jako jedyny wyróżniający się utwór wskazał 'Teenage Exorcist'. 
Również Will Fitzpatrick z magazynu The Skinny wyróżnia „Teenage Exorcist”, a zaraz po nim – remiks „The Lord Is Out Of Control” Nilsa Frahma, który – jego zdaniem – wzmocnił pierwotną zwiewność tego utworu w sposób „zapierający dech w piersiach”.
Kolejnym recenzentem, który zwrócił uwagę na utwór „Teenage Exorcist” jest David McElroy z magazynu XS Noise. Jego zdaniem „to z pewnością EP, którą warto mieć w swoich rękach”, zwłaszcza że po Rave Tapes jest to „kolejny ich [Mogwai] hit”.

### Listy tygodniowe
| Kraj              | Lista                         | Pozycja |
| ----------------- | ----------------------------- | ------- |
| Stany Zjednoczone | Tastemaker Albums (Billboard) | 23      |